# Manel Puigbó i Rocafort
Manel Puigbó i Rocafort (Terrassa, 31 d'agost de 1931) és un antic jugador d'hoquei sobre patins català de les dècades de 1950 i 1960.

## Trajectòria
Va començar la seva carrera a l'infantil del Creu Roja, passant a continuació a l'infantil del RCD Espanyol. A continuació jugà dues temporades al CH Turó, retornant a continuació a l'Espanyol, on visqué els seus millors anys esportius, guanyant cinc campionats de Catalunya i quatre d'Espanya. A començament de la dècada de 1960 marxà a Suïssa i Bèlgica per motius d'estudis i feina, reingressant el 1962 novament a l'Espanyol. Posteriorment jugà al CE Laietà, Girona CH, CP Vilanova i Igualada HC, on també fou entrenador. També entrenà al Laietà i a l'Horta.
Amb la selecció espanyola jugà entre 1951 i 1965. Fou 148 cops internacional. Guanyà tres campionats del Món i un d'Europa com a principals títols.
També jugà a hoquei gel al FC Barcelona entre 1973 i 1976.
Durant els anys 70 dissenyà diversos equips electrònics com el Kentelec 8. Fou professor de l'Escola Tècnica Superior d'Enginyers Industrials de Barcelona de la Universitat Politècnica de Catalunya.

## Palmarès
Espanya
- Campionat del Món:
  - 1954, 1955, 1964
- Campionat d'Europa:
  - 1957
- Copa de les Nacions:
  - 1953, 1957, 1959, 1960
- Copa Llatina:
  - 1958

RCD Espanyol
- Campionat de Catalunya:
  - 1952, 1953, 1955, 1956, 1958
- Campionat d'Espanya:
  - 1954, 1955, 1956, 1957
- Copa de les Nacions:
  - 1952

FC Barcelona
- Copa espanyola d'hoquei gel:
  - 1976

CP Vilanova
- Campionat d'Espanya:
  - 1968